# ハスベルゲン (オスナブリュック郡)
ハスベルゲン (ドイツ語: Hasbergen) は、ドイツ連邦共和国ニーダーザクセン州オスナブリュック郡の町村（以下、本項では便宜上「町」と記述する）である。

## 地理
この町はトイトブルガー・ヴァルト風景保護地区に属すヒュッゲル地域に一部が位置している。この高地は海抜 62 m から 228 m にある。ハスベルゲンには高さ 108 m のローター・ベルクが存在している。町域の北端はヴィルケンバッハ川が隣市のオスナブリュックとの境界を形成している。

### 隣接する市町村
この町は、北と東はオスナブリュック、南はゲオルクスマリーエンヒュッテおよびハーゲン・アム・トイトブルガー・ヴァルト、西はヴェストファーレンのテックレンブルクおよびロッテと境を接している。

### 自治体の構成
現在のハスベルゲンは、かつては独立した自治体であったハスベルゲン、ガステ、オールベックで構成される。

## 歴史

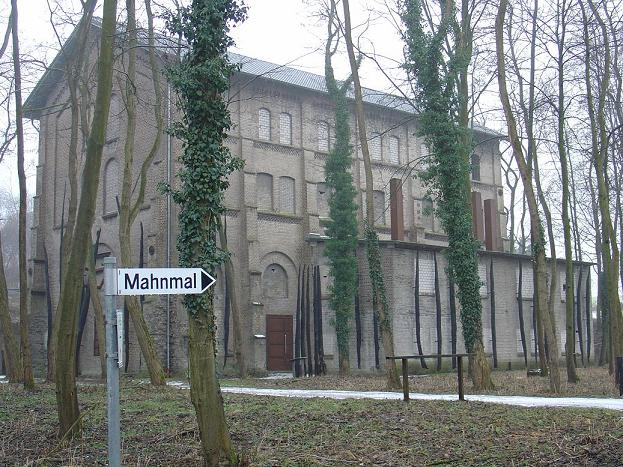
アウグスタ坑

ハスベルゲンは836年のコルヴァイ修道院の文書に初めて記録されている。ハスベルゲンは古低ドイツ語の Hers あるいは Hors（「馬」を意味する）に由来する。 ここからかつての城や町の南西にある荘園の名前として Haslage に発展していったと考えられている。
1819年に採鉱のためにオールベックにアウグスタ坑が設けられた。この坑道は隣のゲオルクスマリーエンヒュッテとの境界にあり、1944年/1945年には懲罰収容所として利用された。この坑道脇に現在は記念碑が建てられている。

### 中心部の再開発
オルツケルンノイゲシュタルトゥング（直訳すると「町の中心部の新たな形成」＝「町の中心部の再開発」）に伴い、町の中心部の一時的な改造がなされた。これにより、1970年代に近代化の波が押し寄せてきた。
2005年の中頃、鉄道ハンブルク - ケルン線のトンネル化決定がマイルストーンとなった。これにより、交通の大きな障害となっていた2つの踏切が廃止されることとなった。
2006年にテックレンブルガー通り沿いの歩行者橋が設けられ、歩行者や自転車の迂回路が短縮された。2010年にはクンターブント幼稚園に託児施設が設けられ機能拡充がなされた。2011年に駅とその周辺の建物について大規模な改築が行われた。新しい公園が整備され、旧駅舎はオフィスビルとして用いられている。
2011年/2012年に福音主義教会の教区集会所が取り壊され、同じ場所に新しく建て直された。

### 町村合併
行政・地域改革に伴って、それまで独立した自治体であったガステとオールベックは1971年1月1日にハスベルゲンと合併した。

### 人口推移
以下の表は、各時点での町域における各年12月31日時点の人口を示している。
数値は、1987年5月25日の人口調査結果に基づくニーダーザクセン州統計およびコミュニケーション技術局の研究結果である。
1961年（6月6日）と1970年（5月27日）の数値は、1971年1月1日に合併した地域を含めた人口調査の結果である。
| 年   | 人口（人） |
| ---- | ---------- |
| 1961 | 5,842      |
| 1970 | 7,485      |
| 1987 | 9,226      |
| 1990 | 9,717      |
| 1995 | 10,494     |
| 2000 | 10,851     |
| 2005 | 11,141     |
| 2010 | 11,383     |
| 2011 | 11,286     |
| 2012 | 11,327     |

## 行政

### 議会
ハスベルゲンの町議会は 26議席からなる。これに投票権を有する議長として町長が加わる。

### 首長
ハスベルゲンの町長は、アドリアン・シェーファー (SPD) である。彼は2021年9月26日の町長選挙決選投票で 68.30 % の票を獲得して新たなハスベルゲン町長に選出された。アドリアン・シェーファーは2021年11月1日に町長に就任した。
- 1970年 - 1996年 ギュンターフィッシャー (SPD)
- 1996年 - 2014年 フランク・シュチラー (SPD)
- 2014年 - 2021年 ホルガー・エリクスマン (CDU)
- 2021年 - アドリアン・シェーファー (SPD)

### 紋章
この町の紋章は、向かって右上から左下への斜めの雲形分割線で金地と黒地に二分割。地色と反対の色で上部には蹄鉄、下部には斜めに組み合わされたハンマー。

### 姉妹自治体
- トンブレンヌ（フランス語版、英語版）（フランス、ムルト＝エ＝モゼル県）1987年
- ゲレナウ（ドイツ語版、英語版）（ドイツ、ザクセン州）1990年
- コンプラフチツェ（ポーランド語版、英語版）（ポーランド、オポーレ県）1996年

## 文化と見所

### 博物館
ハスベルゲンには2つの博物館がある。
- ゲオツェントルム・ヒュッゲルは、ローター・ベルクのかつて映画館だったキーノ・シールケにあり、トイトブルクの森の発掘で発見された岩石や化石を収蔵している[6]。
- アウグスタ坑記念公園はオールベック地区にある。その主館は、第二次世界大戦中は懲罰収容所として用いられていた[7]。

### スポーツ
ハスベルゲンには、2つのスイミングプール（レジャーランド・ハスベルゲン、ハスベルゲン自然プール）と2つのテニスクラブ（テニスフェライン・ハスベルゲン (TVH)、ハスベルガー・テニスクラブ (HTC)）、2つのスポーツクラブ（SV オールベック、Spvg. ガステ＝ハスベルゲン）がある。この他に、乗馬クラブのライト・ウント・ファールフェライン・ハスベルゲンがある。

## 経済と社会資本

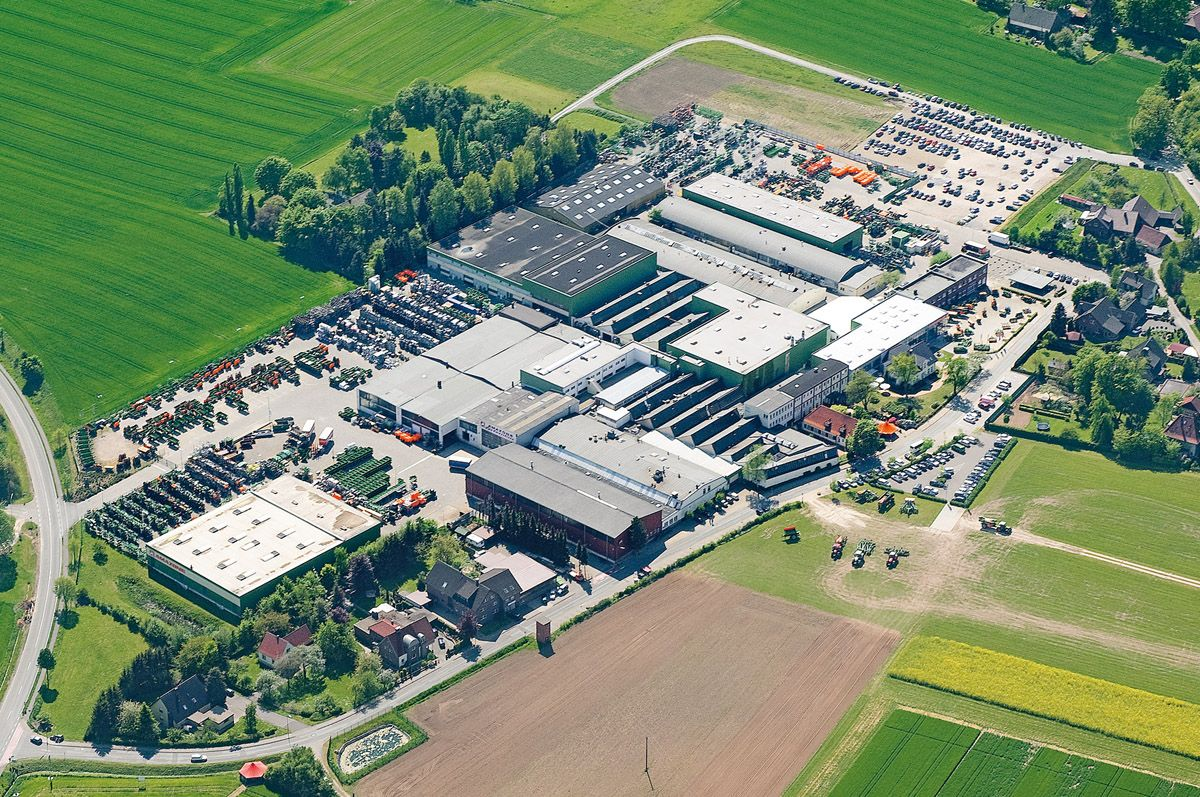
アマツォーネ本社

ハスベルゲンは、主に住宅地からなっている。ガステ地区には産業地区がある。ここには大手農業機器メーカーのアマツォーネが本社を置いている。また、鉄道沿いにも商店やオフィスがいくつか存在する。

### 地元企業
- アマツォーネ
- EG-食肉製品工場ディーター・ハイン GmbH & Co. KG
- ベッカー・バウ

### 交通

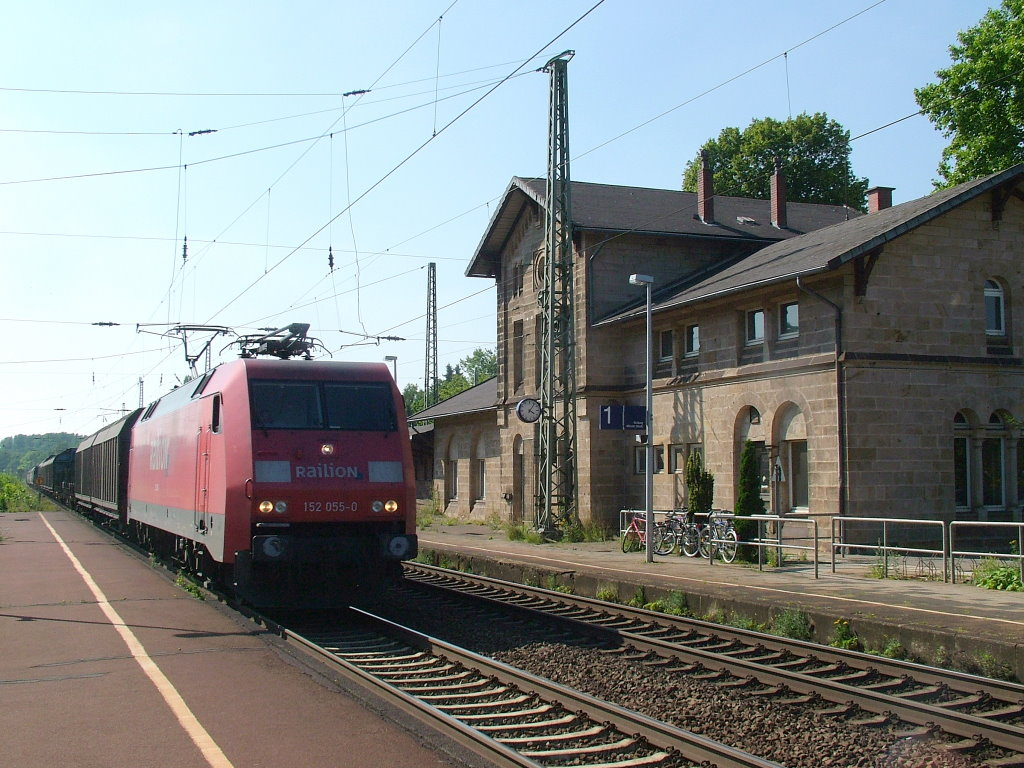
ハスベルゲン駅

- ハスベルゲンには、鉄道ヴァンネ＝アイケル - ハンブルク線の駅がある。このハスベルゲン駅にはヴェストファーレン鉄道が運行するミュンスター - オスナブリュック間を結ぶレギオナルバーン RB 66号線が、少なくとも1時間間隔で発着する。また、ここ駅でゲオルクスマリーエンヒュッテ行きの貨物専用線が分岐する。ヒュッテン鉄道はかつて、この路線の町内にハスベルゲン＝ヒュッテン駅（ドイツ鉄道のハスベルゲン駅の向かい）、ハスベルゲン＝ヴルフスコッテン駅、ハスベルゲン＝オールベック・アウグスタシャハト駅の3駅を運営していた。1887年から1926年まではさらに、ペルム鉄道がハスベルゲンからイベンビューレン近郊のペルム鉱山まで列車を運行していた。この路線は、第二次世界大戦中にはオスナブリュック本線の迂回路として利用されていた。
- この他の公共旅客交通としては、オスナブリュック交通会社 (VOS) によるバス路線（491号線、493号線、夜行バスN9号線）およびガステ＝ノルトのVGM R31号線がある。すべての地区は、定期的に運行するバスによってオスナブリュックと結ばれている。さらにハスベルゲンからハーゲン行き、ガステ＝ノルトからロッテ行きのバス路線もある。
- ハスベルゲンは、連邦アウトバーン A1号線および A30号線の近くに位置している。
- ミュンスター/オスナブリュック空港からは 25 km の距離にある。

### 教育
ハスベルゲンには、託児施設を併設した幼稚園が4園ある: 福音主義教会が運営するクンターブント幼稚園、カトリック教会が運営するオールベックの聖ヨーゼフ幼稚園、ガスター・ツァウバーハウス、アム・ローテン・ベルク学校センターのAWO幼稚園である。
基礎課程学校のヒュッゲルシューレは2つのキャンパスを有している。メインキャンパスはアム・ローテン・ベルク学校センターにあり、ガステにサブキャンパスがある。ハスベルガー・オーバーシューレ・アム・ローテン・ベルクは全日制の学校で、名前の通りアム・ローテン・ベルク学校センターにある。